# یوروبانک ارگاسیاس

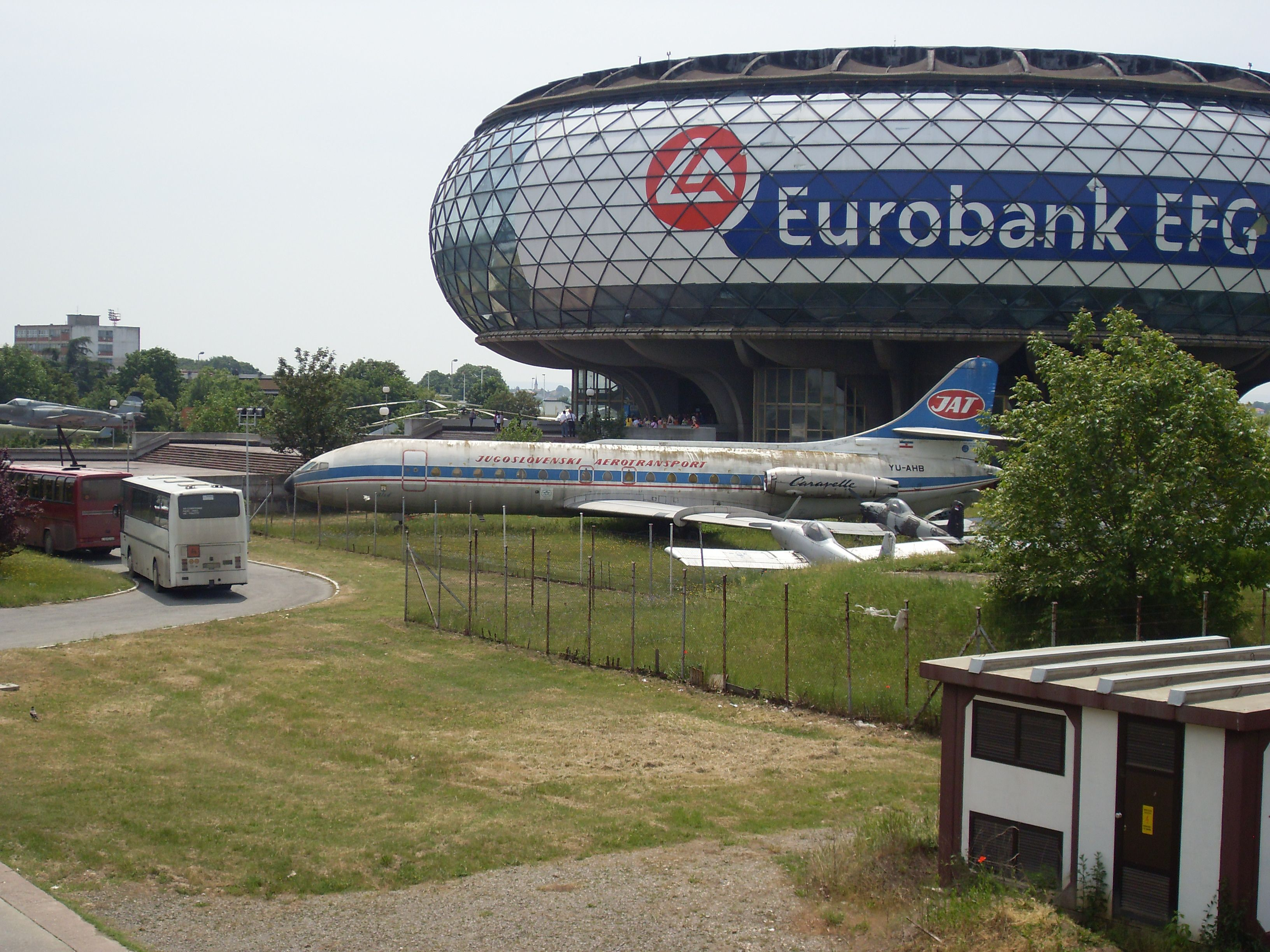
تبلیغات یوروبانک ارگاسیاس در موزه هواپیما، در بلگراد

یوروبانک ارگاسیاس (به یونانی: Eurobank Ergasias) شرکت خدمات مالی و بانکداری یونانی است، که به‌عنوان سومین بانک بزرگ در کشور یونان شناخته می‌شود.
یوروبانک ارگاسیاس دارای ۳۰۰ شعبه در سراسر یونان بوده و شمار کارکنان آن، بیش از ۲۳ هزار نفر می‌باشد. فعالیت‌های این بانک در زمینهٔ بانکداری خرد، بانکداری سرمایه‌گذاری، بانکداری تجاری متمرکز می‌باشد.
یوروبانک ارگاسیاس در سال ۱۹۹۰ پس از خریداری ۷۵٪ درصد از دارایی‌های بانک لوکزامبورگی ای‌اف‌جی بانک راه‌اندازی شد. شعبه مرکزی این بانک در شهر آتن، یونان قرار دارد و بخشی از سهام آن در بازار بورس آتن معامله می‌شود.